# Heribert Ostendorf
Heribert Ostendorf (* 7. Dezember 1945 in Vestrup, Kreis Vechta) ist ein deutscher Rechtswissenschaftler.
Ostendorf wurde nach Jurastudium, Promotion in Kiel 1972 und Referendariat im Jahr 1978 zum Richter am Amtsgericht ernannt. In Neumünster war er vornehmlich als Jugendrichter tätig. Er habilitierte sich 1982 an der Universität Kiel bei Erich Samson mit einer Arbeit über Das Recht zum Hungerstreik  und erhielt die Venia Legendi für die Bereiche Strafrecht und Strafprozessrecht verliehen. Ab 1982 lehrte er als Professor an der Universität Hamburg. Von 1989 bis 1997 war er Generalstaatsanwalt des Landes Schleswig-Holstein. Ostendorf bat um Entlassung aus seinem Amt, als Justizminister Gerd Walter 1997 Ostendorfs dienstliche Weisung an die Staatsanwaltschaft Lübeck verhinderte, die Ermittlungen um den Tod von Uwe Barschel einzustellen. Von 1997 bis 2013 war Ostendorf Leiter der neu eingerichteten Forschungsstelle für Jugendstrafrecht und Kriminalprävention an der Universität Kiel.
Daneben befasste er sich auch mit den Nürnberger Prozessen und deren Nachfolgeprozessen.
2013 hielt Ostendorf seine Abschiedsvorlesung.

## Veröffentlichungen (Auswahl)
- Das Recht zum Hungerstreik: verfassungsmässige Absicherung u. strafrechtl. Konsequenzen, Frankfurt a. M. 1982. ISBN 978-3-7875-5301-3.
- (mit Heino ter Veen): Das „Nürnberger Juristenurteil“ : eine kommentierte Dokumentation, Frankfurt a. M. und New York 1985. ISBN 978-3-593-33424-0.
- Kriminalisierung des Streikrechts: ein strafrechtles Gutachten zu alten und neuen Streikformen, Neuwied und Darmstadt 1987. ISBN 978-3-472-01031-9.
- (als Hrsg.): Dokumentation des NS-Strafrechts, Baden-Baden 2000. ISBN 978-3-7890-7021-1.
- Wieviel Strafe braucht die Gesellschaft? Plädoyer für eine soziale Strafrechtspflege, Baden-Baden 2000. ISBN 978-3-7890-6494-4.
- (als Hrsg.): Rechtsextremismus: eine Herausforderung für Strafrecht und Strafjustiz, Baden-Baden 2009. ISBN 978-3-8329-4208-3.
- (mit Kirstin Drenkhahn): Jugendstrafrecht, 11. Aufl., Baden-Baden 2023. ISBN 978-3-8487-8650-3.
- (mit Janique Brüning): Strafprozessrecht, 5. Aufl., Baden-Baden 2024. ISBN 978-3-7560-0548-2.